# Pleurothallis eumecocaulon
Pleurothallis eumecocaulon är en orkidéart som beskrevs av Rudolf Schlechter. Pleurothallis eumecocaulon ingår i släktet Pleurothallis och familjen orkidéer. Inga underarter finns listade i Catalogue of Life.